# 中央保健委员会
中央保健委员会是中国共产党中央委员会中负责党和国家领导人、在京中央省部级领导干部健康管理工作的中共中央议事协调机构，办公室设在中华人民共和国国家卫生健康委员会保健局，由中共中央办公厅归口管理。主要负责党和国家领导人的个人身体健康。

## 历任领导
中央保健委员会主任
1. 傅连暲（1949年－）
2. 史书翰（1957年－）
3. 耿德章
4. 黄树则
5. 王敏清
6. 林钧才（1983年－）
7. 杨德中（中共中央办公厅第一副主任兼）
8. 曾庆红（1998年5月－1999年1月）（中办主任兼）
9. 张忠辉（1999年1月－）
10. 王刚 （中办主任兼）
11. 令计划（中办主任兼）
12. 栗战书（中办主任兼）
13. 丁薛祥（中办主任兼）
14. 蔡奇（中办主任兼）

## 办事机构
国家卫生健康委员会保健局，与中央保健委员会办公室一个机构两块牌子，是中华人民共和国国家卫生健康委员会内设机构。
中央保健局负责人为中央保健委员会办公室主任（国家卫生健康委保健局局长）。中央保健委员会在中共领导人办公地中南海中央警卫处设有保健科。

### 职责
根据有关规定，国家卫生健康委员会保健局（中央保健委员会办公室）承担下列职能：负责中央保健对象的医疗保健工作、中央部门有关干部医疗管理工作，以及党和国家重要会议与重大活动的医疗卫生保障工作。

### 机构设置
根据有关规定，国家卫生健康委员会保健局（中央保健委员会办公室）设置下列机构：
- 综合处
- 保健一处
- 保健二处
- 预防处
- 财务处